# マリーナベイ・サンズ
マリーナベイ・サンズ（Marina Bay Sands）は、シンガポールのマリーナ・ベイに面した統合型リゾート（IR）である。土地を含め総工費80 億シンガポールドルで建設され、世界でこれまでにないほど高額なカジノの不動産物件となった。マリーナベイ・サンズは2011年2月17日に開業。これと同時に7つの著名なシェフによるレストランも開業した。

## 概要
ラスベガスのカジノリゾート、ラスベガス・サンズによって開発された。500のテーブルと1,600のスロットマシーンが並ぶ、単独としては世界最大のカジノを中心に、2,561室のホテル、12 万平方メートルのコンベンションセンター、7万4千平方メートルのショッピングモール、美術館、シアター、グラスパビリオンなどを含んだ複合リゾートとなっている。タワー1、2、3と3つの超高層ビル（最高部で高さ200 m、57階建て）を屋上で連結した構造である。設計はモシェ・サフディ(en) 、建設は韓国の双竜建設。
3棟のホテルは屋上にある1ヘクタールの空中庭園「サンズパーク」（SandsPark）で繋がった形となっており、これはシンガポールを一望できる展望台として観光名所となっている。屋上プール（150 メートル）もあり、世界一高い場所にあるプール（地上200 メートル）を謳っている。

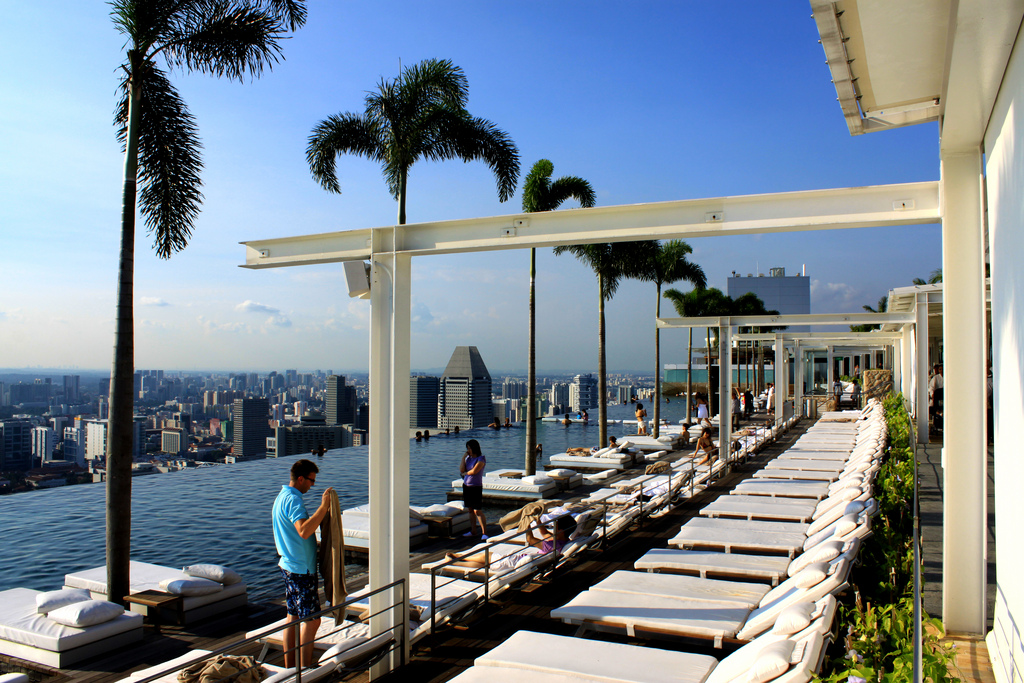
スカイパークにあるインフィニティ・プール

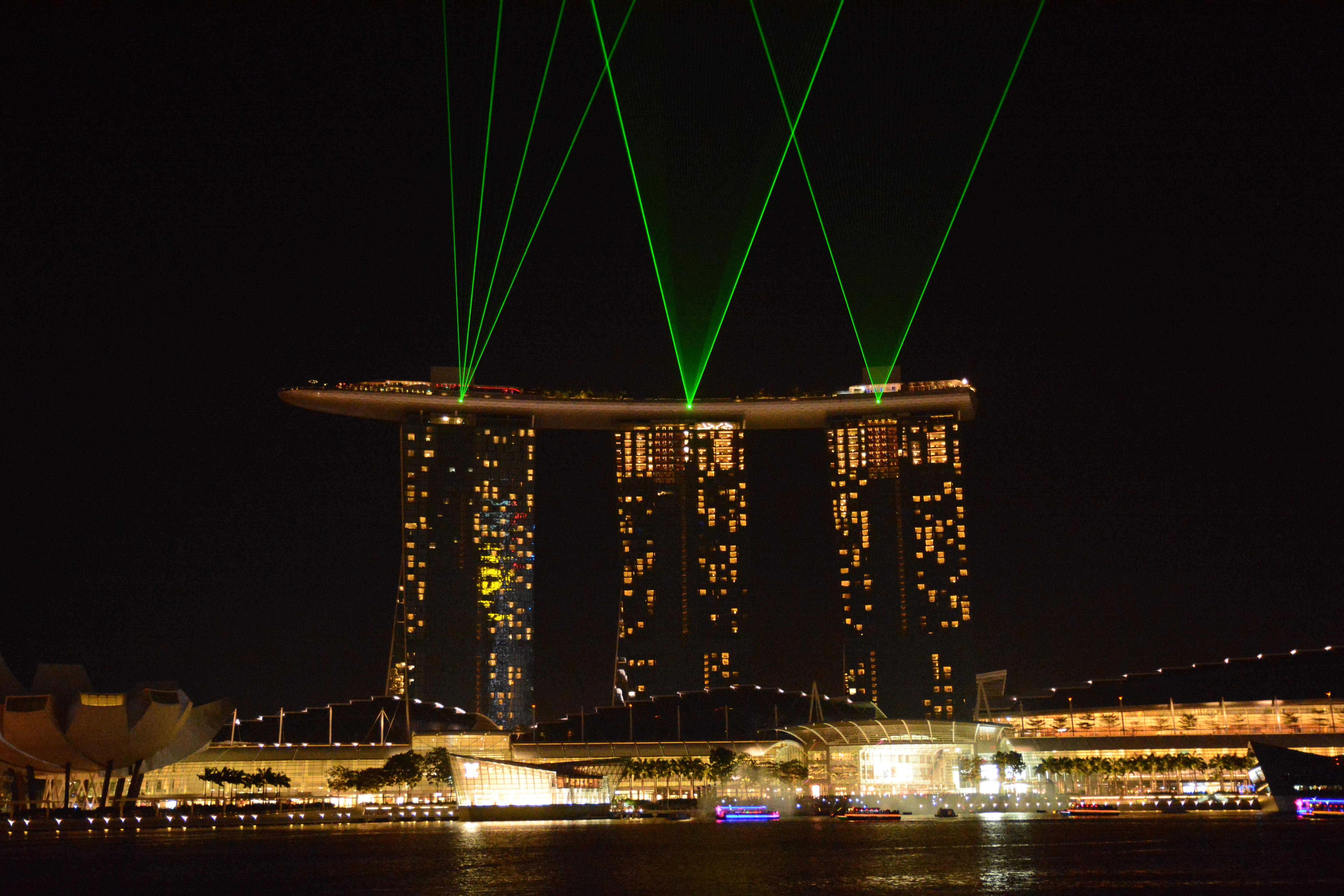
レーザーショーの様子

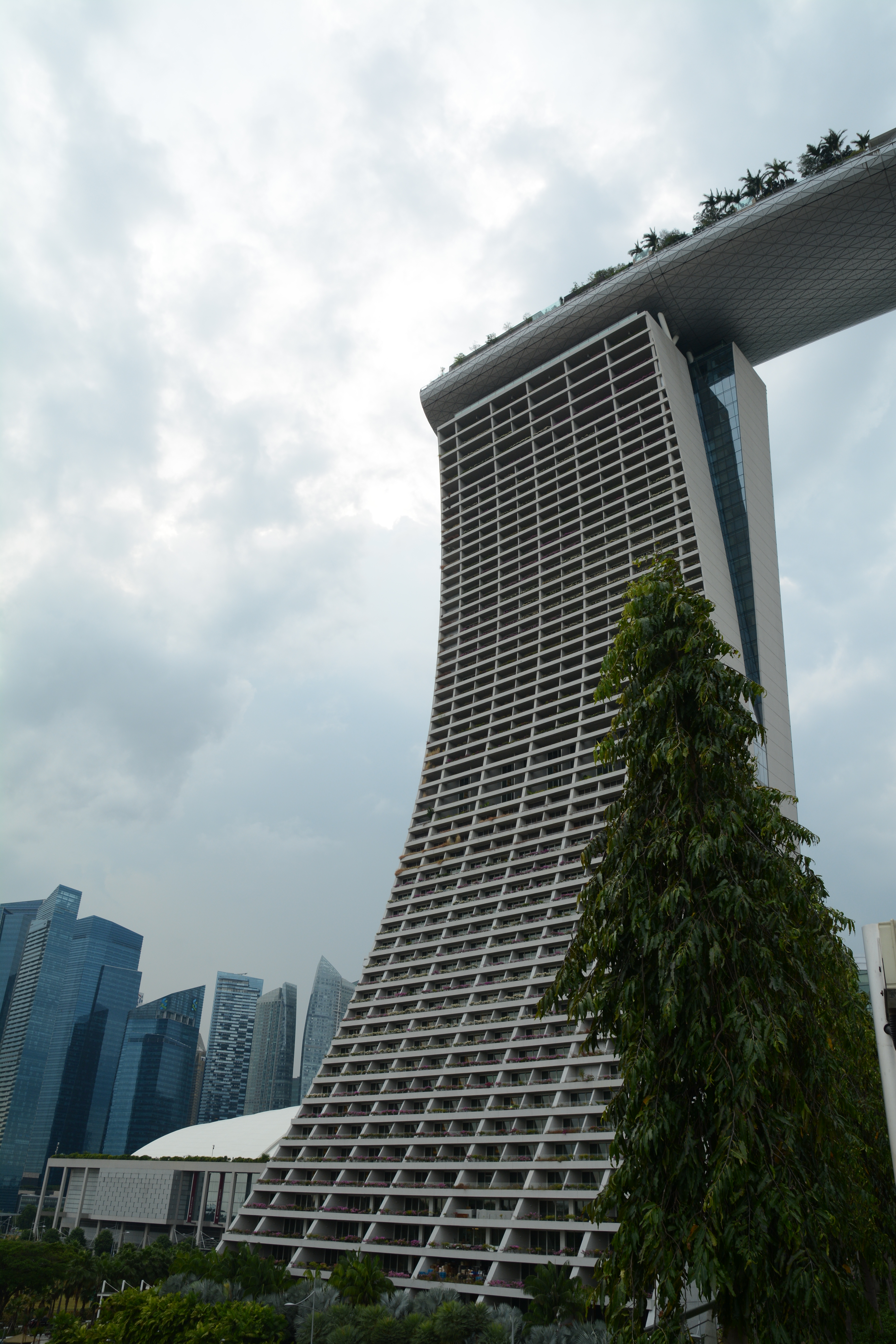
曲がっている部分

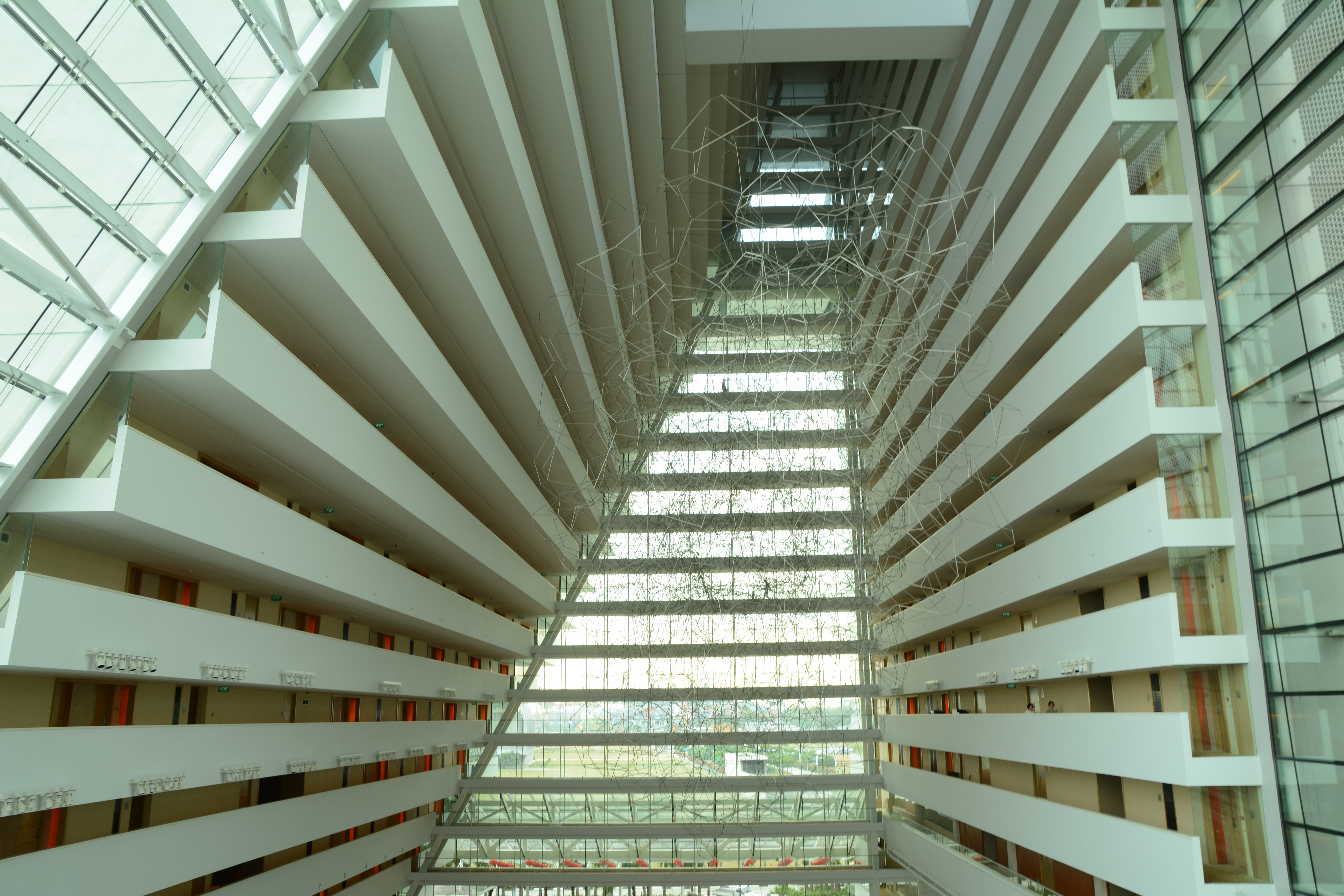
内部構造

## 背景
マリーナベイ・サンズはシンガポールの最初の統合型リゾート（IR）として採用された2つの提案の1つであった。もう一つの提案はリゾート・ワールド・セントーサであり、この中に家族連れ向けのユニバーサル・スタジオ・シンガポールも含まれている。2つの大規模なリゾートは今後10 年間シンガポールの経済と観光客のニーズに応えるものであった。30 年の間カジノ運営のライセンスを発行し、更に最初の十年はカジノ運営の独占権を認めた。観光促進への貢献、建築のコンセプトとデザイン、開発のための投資、借款団としての力がそれぞれ入札者への基準として設けられた。
2006年5月27日、ラスベガス・サンズはこのコンペの勝利を宣言した。ラスベガス・サンズは単独でこのライセンス発行の手続きを提出した。元々のライセンスの所有者であったCity Developments Limited (CDL)はこのプロジェクトの15%の投資を提案したが、2回目のコンペでパートナーシップの権利から手を引いた。CDLのCEOである郭令明は以下のように述べている。「CDLがカジノの競売から身を引いたのは複合的な要素によるものであった。所有している多くの会社を期日までに競売の条件を満たす事が難しく、シンガポール政府の要求に応えて一部の会社の機密情報を公開する事を要求された事が不本意であった。」しかし郭はサンズの競売のアドバイザーを務め続けている。

## 投資
ラスベガス・サンズは、このプロジェクトに38.5 億シンガポールドルの投資を約束した。この費用には56 ヘクタールの土地取得に伴う費用は含まれていない。土や鉄などの建築材のコストが上昇し、他の建築プロジェクトや国の政策により、労働力が不足したため、シェルドン・アデルソンは2009年7月に、このプロジェクトの総工費が80 億シンガポールドルになったことを認めた。
ラスベガス・サンズは、世界で最も困難な建築プロジェクト、かつ単独としてこれまで建設されたものの中で、最も高額なリゾート施設を手がけていると宣言した。このカジノは毎年少なくとも10 億ドルの利益をもたらす事が予期されていた。
最初の部分的な開業から2ヶ月後に、カジノは毎日25000 名の来訪者が訪れた。シンガポール人とシンガポール永住者は、1度入場するために100 シンガポールドルを支払うか、2000 シンガポールドルの年間パスを購入する必要がある。2010年6月にはカジノの来場者が50 万人に達した。2012年の第三四半期にはマリーナベイ・サンズの収益はその年の初めからほぼ28％減少した。
経済的な観点から見て、マリーナベイ・サンズは27 億シンガポールドルを生み出し、2015年のシンガポールのGDPを0.8%引き上げ、10000 人の直接的な雇用と20000 人の別の産業による雇用を創出した。

## デザインと建設

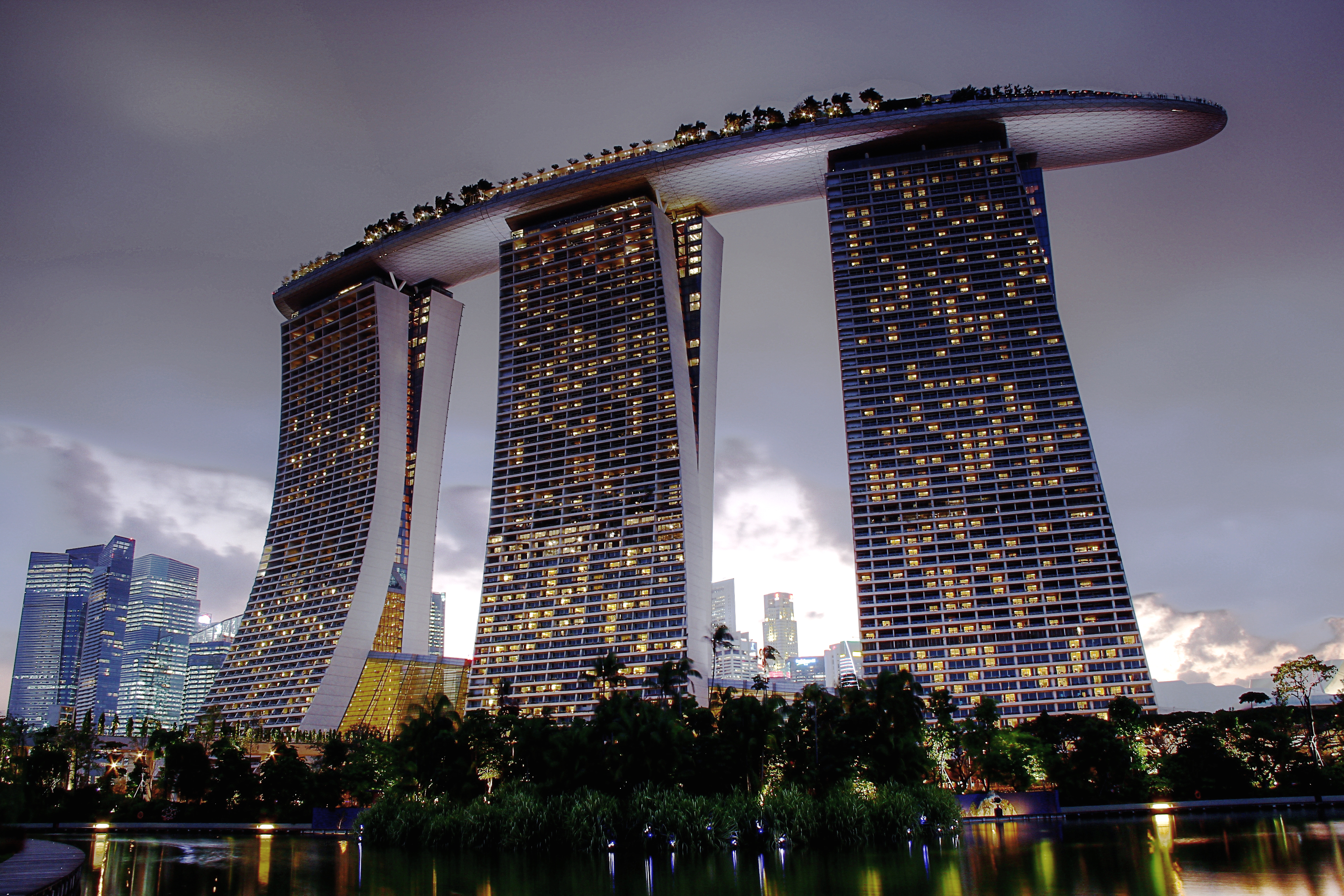
3つの塔は船のデッキから着想された。

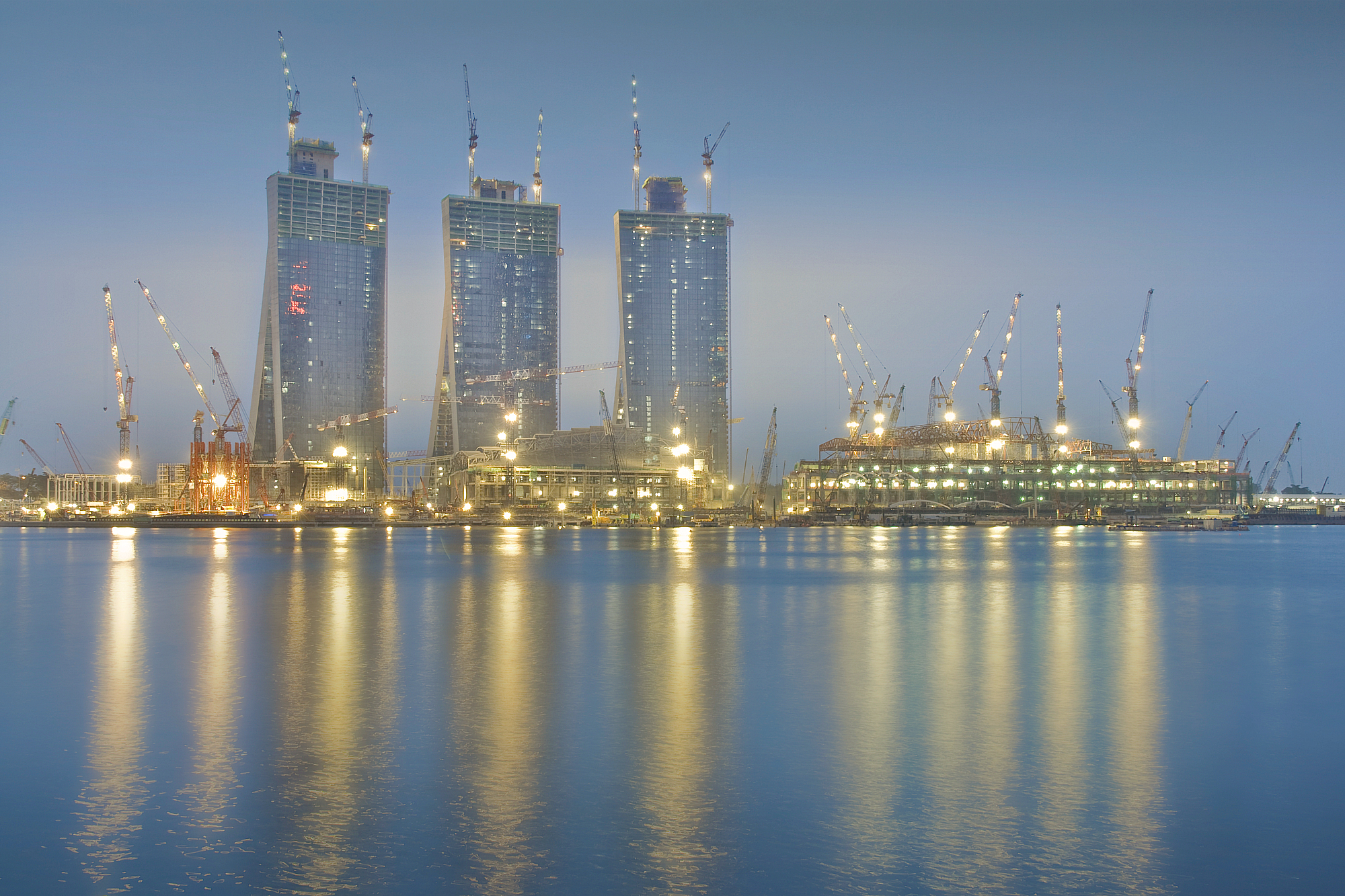
2009年8月5日の建設状況

マリーナベイ・サンズはモシェ・サフディによって設計された。サフディは船のデッキからこのデザインを着想した。マリーナベイ・サンズはカジノに加え、3つのホテルの塔に2,500の部屋とスイーツを有し、19000 m2 (200000 sq ft) のアート・サイエンス・ミュージアムと110000 m2 (1200000 sq ft)の45000 人が収容できるイベント用スペースがある。ロビーは切れ目なく3つの塔にそれぞれ繋がっている。マリーナベイ・サンズの設計と主要なデザインに変更が加わる事は風水コンサルタントのChong Swan LekとLouisa Ong-Leeによって合意された。
このホテルの特徴はスカイパークにある。スカイパークは3エーカー（1.2 ha）の広さがあり、プールと庭園とジョギング用の道がある。北の塔から片持ち梁が突き出しており、3つの全ての塔につながっている。スカイパークの外側は予め別の場所で14の鋼鉄の部分に分けられて作られ、その後塔の上で組み立てられた。プールの下には4 箇所ほどつなぎ目があり、これらの全てはすべて独特の可動域を持っている。またこのプールは塔の自然な動きに耐えられるように設計されている。可動域は500 mmほどである。さらに風が吹いた時、ホテルの塔は時間とともに地面に向かうようになっているため、エンジニアは将来の適合のためにプールの仕組みの下に500以上のジャッキの足を埋め込んで建築した。このジャッキシステムの一番重要な点はプールの端のこの機能が適切に動き続けることを担保することである。
3つの塔は下は幅が広いが、上に上がるにつれて幅が狭くなる。それぞれの塔は非対称の２つの脚を持っており、東の脚はもう一方の脚に対して傾いた形で曲がっており、建設の上で、重要な技術的な挑戦となった。建設中には一時的な構造物がこの塔の脚を支える必要があり、リアルタイムで組み立ての過程の継続的な分析と判断のためのモニタリングが要求された。このプロジェクトの構造エンジニアはアラップ社とParsons Brinckerhoff社とMechanical, electrical, and plumbing社によって管理されていた。

## 開業

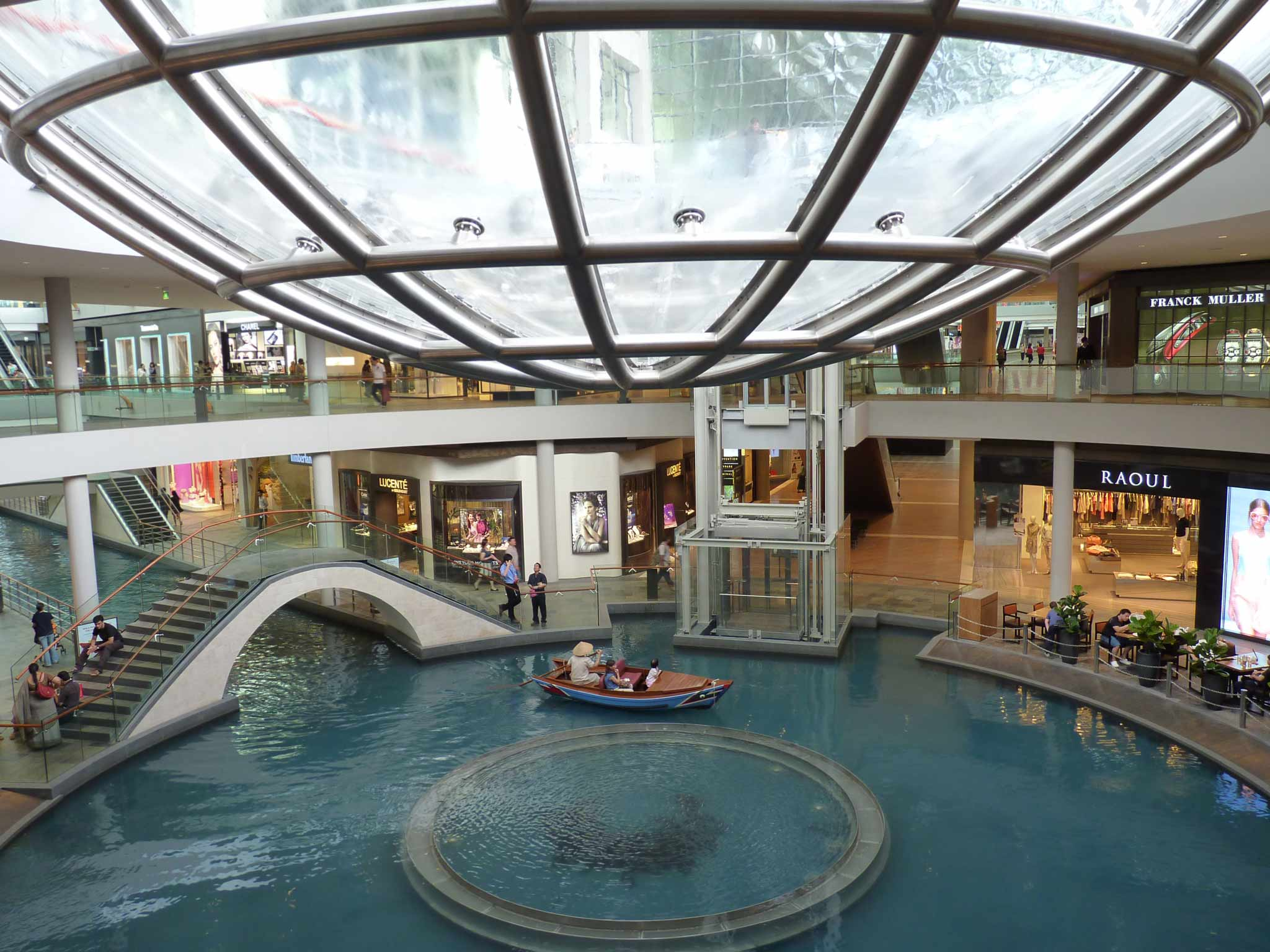
ショッピングモールの運河の上のレイン・オキュラスはネド・カーンによって設計された。

マリーナベイ・サンズは元々は2009年中の開業を予定していたが、建設費の高騰と、世界金融危機により段階的な開業を余儀なくされた。最初の部分的な開業は更に遅れて2010年4月27日から行われ、公式な開業は2010年6月23日まで延期された。残りの複合施設はまだ建設中であり、全面開業したのは2011年2月17日のことであった。
2010年4月27日、マリーナベイ・サンズは当初3,4段階に分けたオープンを予定していた。カジノの会議ホールの一部、ショッピングエリア、ホテルの963 部屋、イベント広場は15時18分に部分的に開業した。

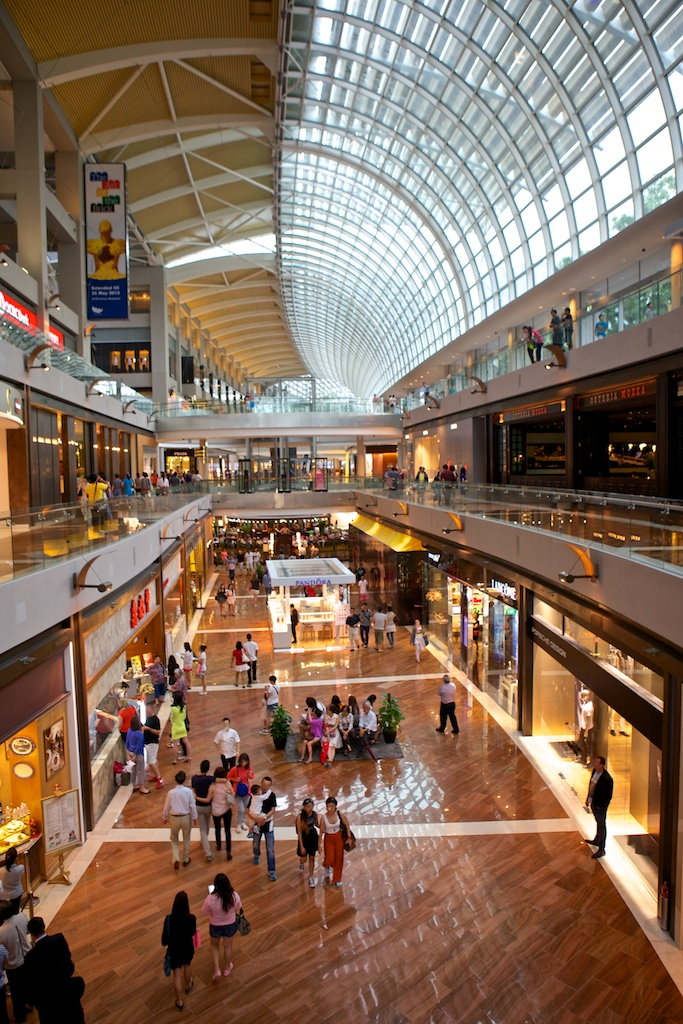
マリーナベイ・サンズのショッピングモール

Inter-Pacific Bar Association(IPBA) は2010年5月の2日から5日にかけてマリーナベイ・サンズ・コンベンションセンターで初めて会議を行った。しかしこのイベントは設備が伴っておらず、マイクの音が小さく惨憺たる会議となった。その結果としてIPBAはマリーナベイ・サンズに30 万シンガポールドルの支払いの保留を訴えた。6月にはIPBAは会議が大惨事となったため、この支払の請求は脅迫、強要であると訴訟を行った。8月には内容が未公開の示談が成立した。
2010年6月23日にマリーナベイ・サンズが公式にオープンするのに際し、2日間の祝賀会が行われた。この祝賀会のキャンペーンはスカイパーク、マリーナベイのイベント広場、食事のオプション、バーやクラブのサービス、新たに開いたホテルの部屋などで実施された。最初の日のイベントはスカイパークのガラスでワールド・チャンピオンシップ・クライムが行われた。このイベントは7 チームの世界大会を勝ち抜いた21 名の一流のロッククライマーによっておこなわれた。また夜のコンサートにトニー・ブラクストン、タビサ・ノーサー、シルビア・ラトネル、Jacintha Abisheganadenが参加し、4000 人の招待客が訪れた。スカイパークは2日目の14時にオープンし、2000 枚の成人用チケットが20 シンガポールドルで売れた。
2010年11月30日に2つのサンズシアターにてリバーダンスの上演が時間通り行われた。これはマリーナベイ・サンズにとって初めての公演であった。2011年2月19日の午前10時に、アートサイエンスミュージアムがオープンした。高い期待を持たれていたライオンキングのミュージカルは2011年3月3日に初舞台が行われた。浮島の別館にルイ・ヴィトンとパンゲアクラブがテナントとして改修を終え、2011年の9月18日、9月22日にそれぞれオープンした。ライオンキングのミュージカルは2011年10月30日の最後の公演まで続けられた。

## アトラクション

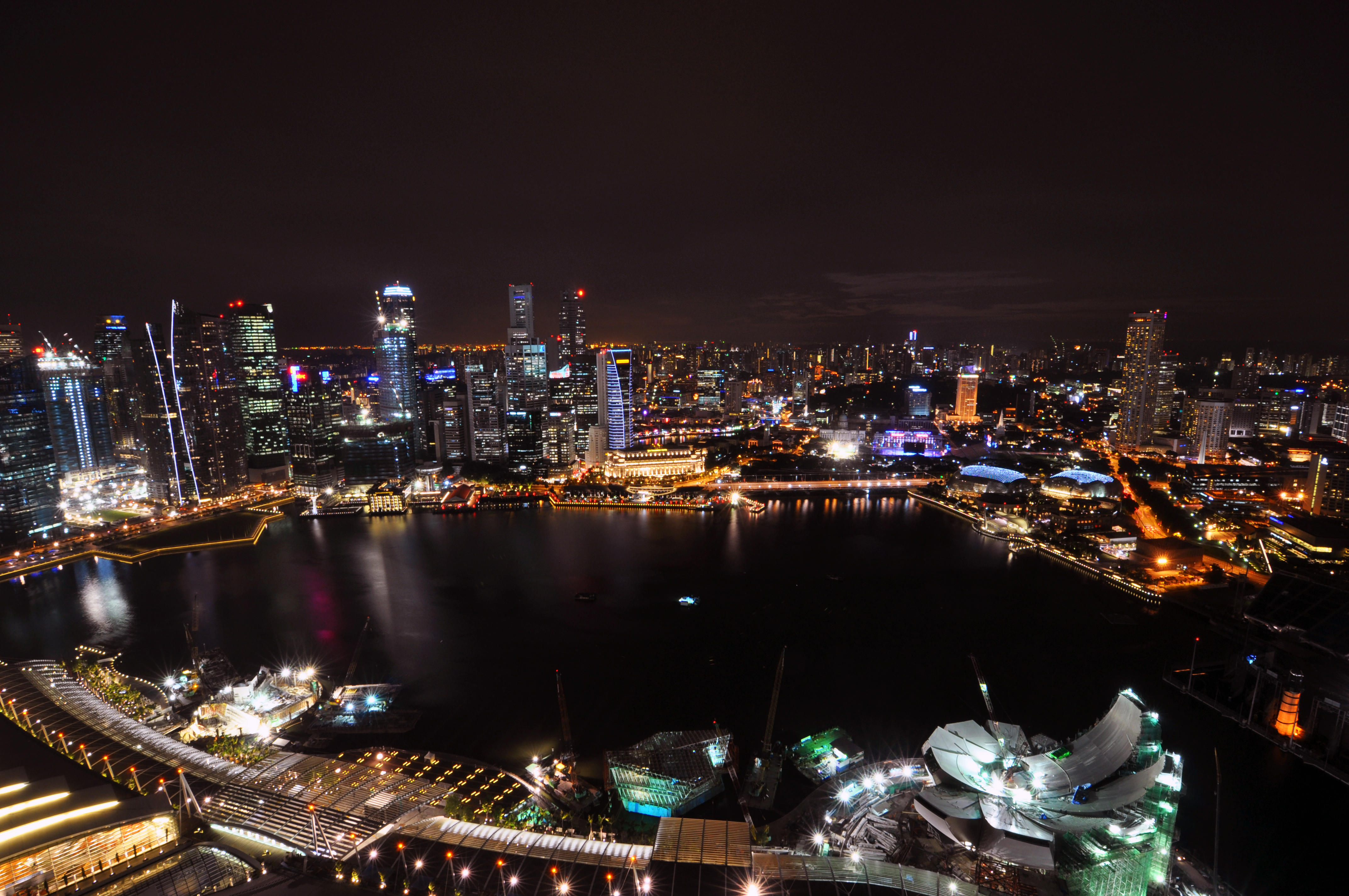
スカイパークからのシティ・ホール、CBDスカイラインの眺め

マリーナベイサンズは55階の3つの塔があり、この塔は2009年7月に完成した。3つの塔は1 ヘクタールほどの屋根によってサンズスカイパークに接続している。展望台からは海岸の向こう側まで景色を楽しむことが出来る。
３つの塔の前にはシアター・ブロックとコンベンションセンターのブロックとカジノのブロックがある。カジノのブロックには1,000の賭博台と1400 台のスロットマシーンがある。
ハスの形をしたアートサイエンスミュージアムは、この3つのブロックの隣に建設された。アートサイエンスミュージアムの屋根は開閉可能で、日中は雨水を集めて、屋根から滝を作り、夜は屋根を開けてレーザーショーが行われる。イベント・プラザの前ではワンダフル・ショーという東南アジアで最大のレーザーショーが行われる。2011年2月17日に、アートサイエンスミュージアムはオープンし、ワンダフルのショーも公開された。

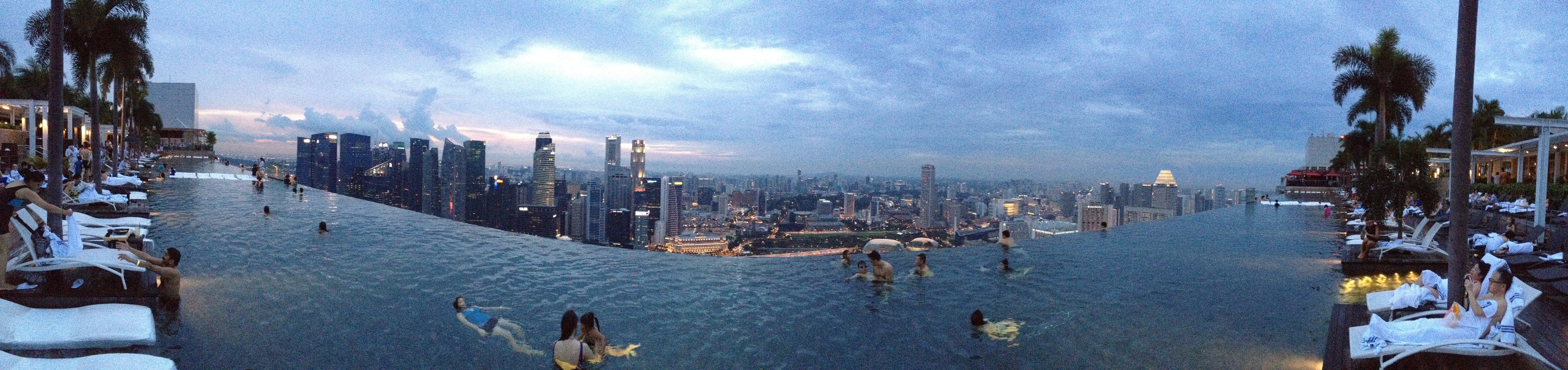
インフィニティプールのパノラマ画像

スカイパークは全長146 m、高さ191 mの世界最長の屋上プールである。
このプールは、約19 トンのステンレスで出来ており、1424 m3の水量を保持できる。スカイパークには屋外レストランの郭文秀のSky on 57、ウルフギャング・パックのSpago、アジア料理のCÉ LA VIが所在し、何百本もの木と植物が植えられており、カンチレバーには展望台からは、360°のシンガポールの地平線を眺めることができる。スカイパークは保安上の理由から、ホテル宿泊客以外入ることはできない。
ザ・ショップス アット マリーナベイ・サンズは、93000 ㎡ほどの店舗面積を持ち、300以上の小売店と、フード・アンド・ビバレッジ・アウトレットが入居している。ブティックには、ラルフ・ローレン、シャネル、カルティエ、プラダ、グッチ、エルメス、アルマーニ、ショパール、レッドヴァレンティノ、ディオール、ダンヒル、ヴァーチュ、ミュウミュウ、サン・ローラン、サルヴァトーレ・フェラガモ、モンブラン、ブランパン、ヴェラ・ウォン、エルベレジェが入居している。
運河がショッピングモールの間を流れており、同様の構造は、ラスベガスのベネチアンにも見られる。サンパンが運河に乗り入れており、ショッピングモールの買い物客はこれを利用する事ができる。これはベネチアンのゴンドラと同様である。またショッピングモール内にはゴードン・ラムゼイによるブレッド ストリート キッチン、ウルフギャング・パックによるCUT、和久田哲也によるWaku Ghin、ナンシー・シルバートンによるPIZZERIA MOZZA、デビッド・トムソンによるLong Chim、ダニエル・ブールーによるDB BISTRO & OYSTER BARのセレブリティシェフによるレストランが入居している。
マリーナベイサンズには２つのクリスタル・パビリオンがある。2011年6月には法律上の論争があったにもかかわらず、片方のバビリオンはアヴァロンとパンゲアという2つのナイトクラブに改装された。さらに2つ目のバビリオンは1900 ㎡の浮島を加えて、世界最大のルイヴィトンのブティックとなった。この浮島は海中トンネルを通して、ブティックと連結している。バビリオンは両方共2011年のF1世界選手権のシンガポール市街地コースの直前にオープンした。
サンズ・シアターとグランド・シアターはそれぞれ1680 席と2155 席あり、ライオンキングの公演は国際的な劇団である、シルク・エロワーズやA.R.ラフマーンの世界ツアーの後半に行われる。ミュージカルのウィキッドが2011年12月7日から期間限定で開演している。劇場の隣には600 ㎡ほどの人口アイススケート場が設置されている。
ボクシングが恒例イベントとして行われており、2011年5月5日に始まった時、クリス・ジョンとダウド・ヨルダンの試合が行われた。
モーシェ・サフディはこのリゾートの中にアートパスをデザインした。このアートパスには郑重宾、アントニー・ゴームリー、ソル・ルウィットを含む5 人の芸術家による作品が陳列されている。これらの作品は建物と調和して光、水、風などの自然を感化させる。

## 交通
MRT
- ベイフロント駅、マリーナ・ベイ駅 MRTダウンタウン線、MRTダウンタウン線
- プロムナード駅 MRTダウンタウン線、MRT環状線

公共バス
- 97/97e, 106, 133, 502/502A, 518/518A, NR1, NR6

水上タクシー
- グランドコプソーンウォーターフロント、ラッフル上陸地、ボートキー、リバーサイドポイント、ロバートソンキーから発着

## 登場作品
- 2016年の映画『インデペンデンス・デイ: リサージェンス』の予告編にて、宇宙船によってマリーナベイ・サンズが破壊されるシーンがある。
- 2019年のアニメーション映画『名探偵コナン 紺青の拳』ではポスターイラストの背景に描かれているほか、作中では主な舞台となっている。

## ギャラリー

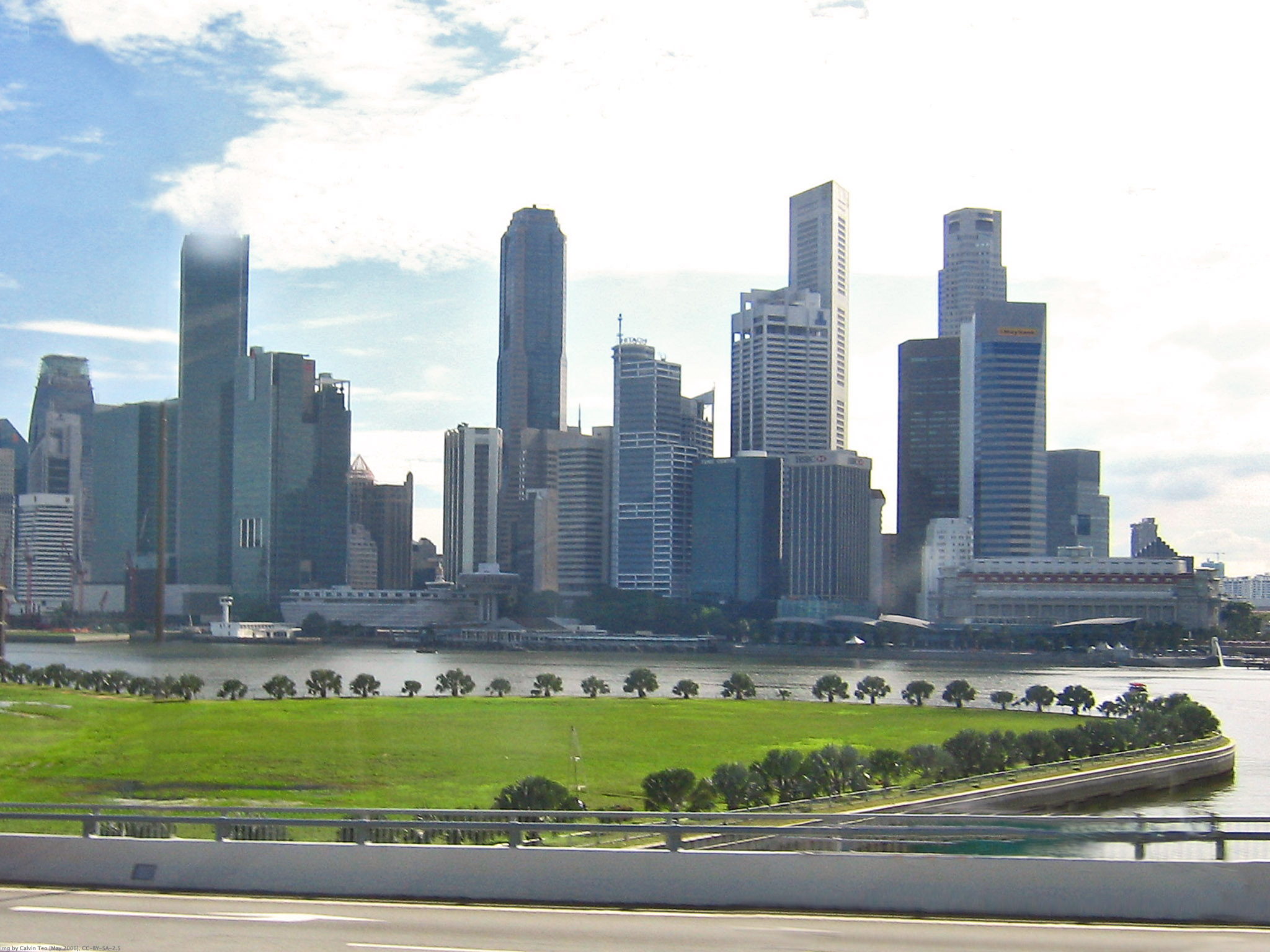
手前にはマリーナベイサンズの開発前の区画がある。この奥にはシンガポールの金融街が写っている。
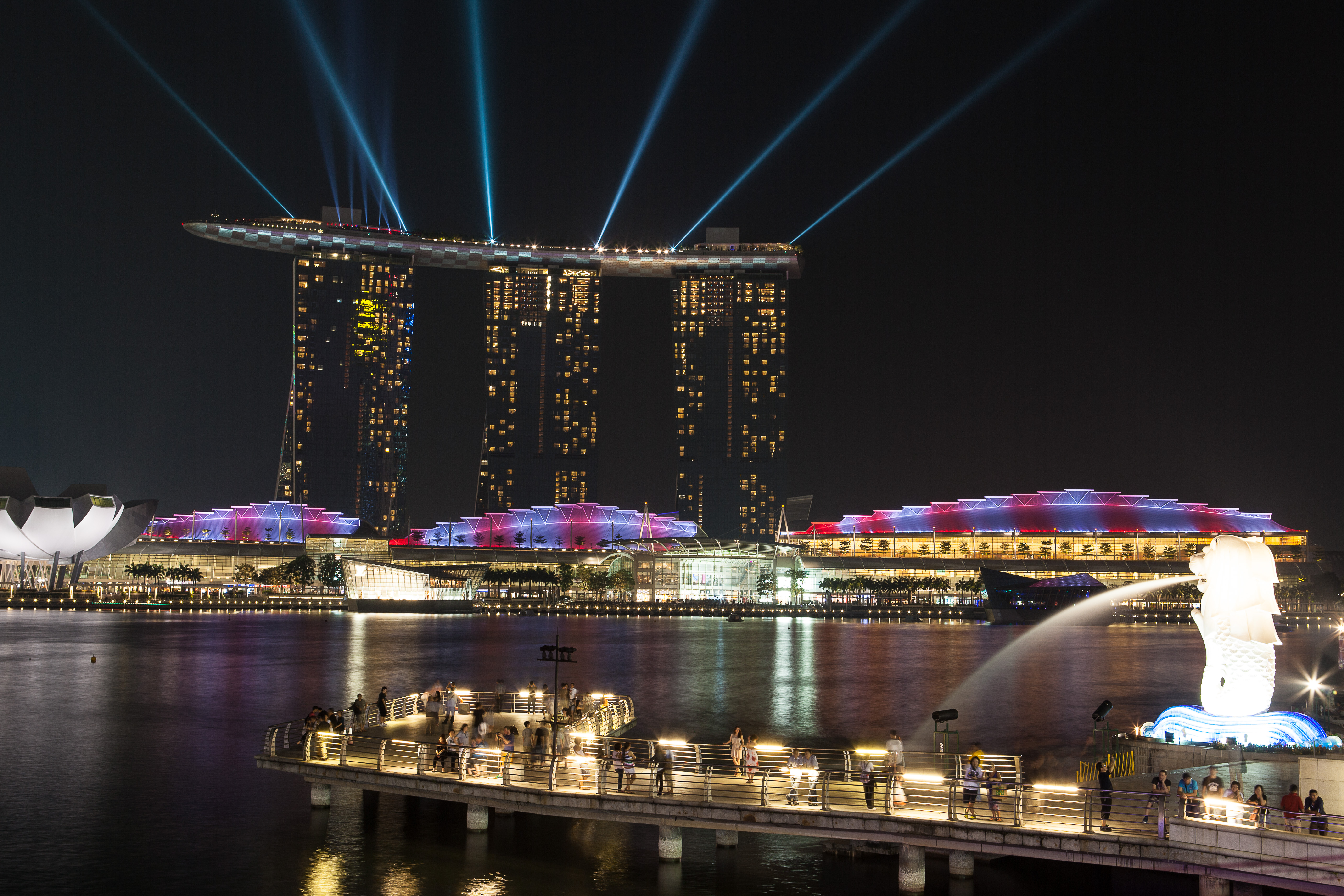
マーライオンとマリーナベイ・サンズ
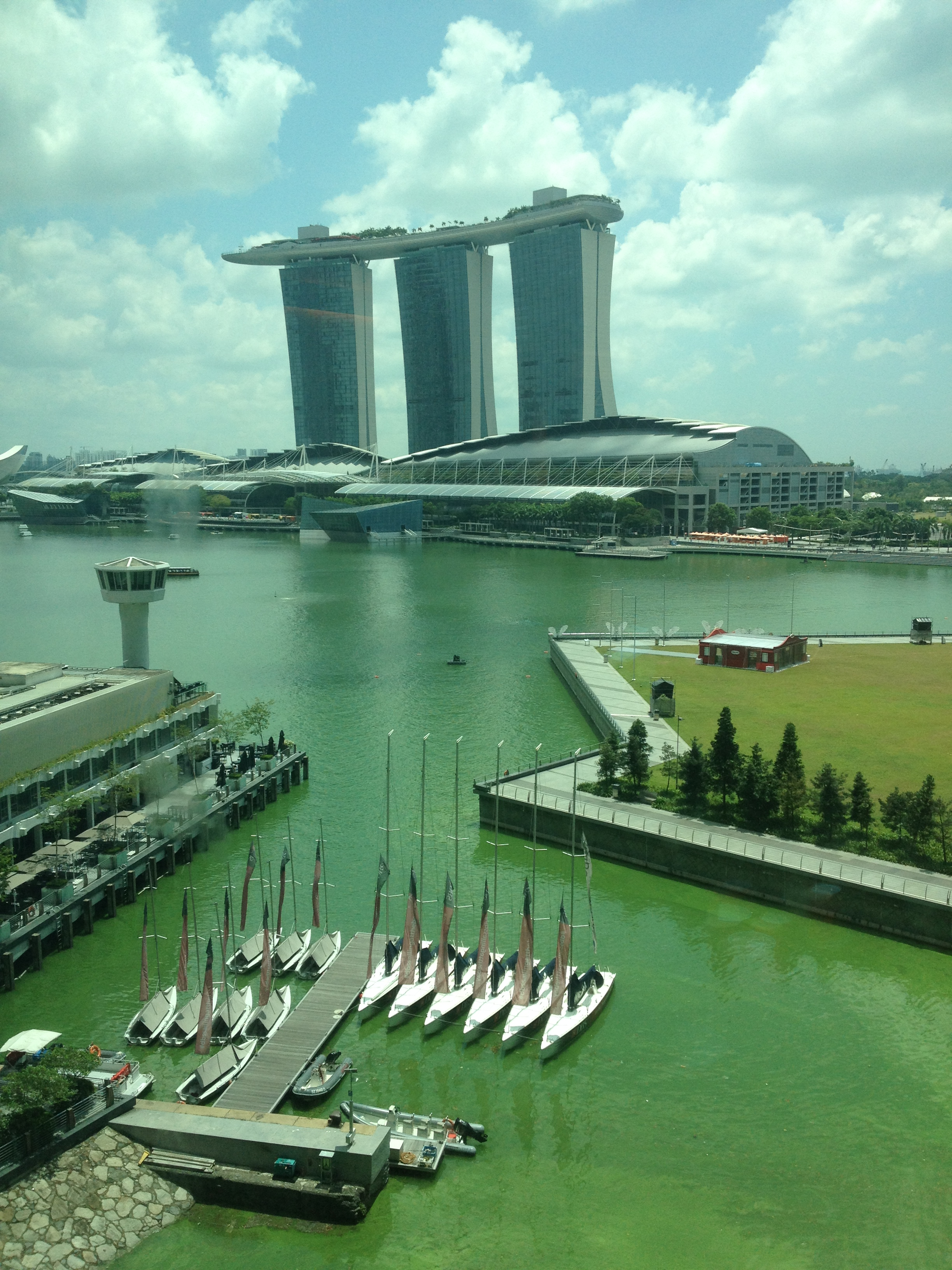
背景にマリーナベイ・サンズがあり、手前には税関がある